# باشگاه فوتبال اتلتیکو ناسیونال
باشگاه فوتبال اتلتیکو ناسیونال (به اسپانیایی: Corporación Deportiva Club Atlético Nacional) یک باشگاه فوتبال در شهر مدئین در کشور کلمبیا می‌باشد که در لیگ برتر (دسته اول) کلمبیا بازی می‌کند. این باشگاه در سال ۱۹۴۷ تأسیس شده‌است. پابلو اسکوبار قاچاقچی معروف کلمبیایی، در سال‌های اوجش به این تیم کمک‌های مالی بسیاری کرده است، به طوری که او را مدیر این تیم می‌شناختند.